# Portrait de la femme de l'artiste
Portrait de la femme de l'artiste ou Portrait de Madame Matisse est un tableau réalisé par le peintre français Henri Matisse en 1913. Cette huile sur toile est le portrait de l'épouse de l'artiste. Elle est conservée au musée de l'Ermitage, à Saint-Pétersbourg.